# Liolaemus magellanicus
Liolaemus magellanicus — вид ігуаноподібних ящірок родини Liolaemidae. Мешкає в Аргентині і Чилі.

## Поширення і екологія
Liolaemus magellanicus мешкають на крайньому півдні Південної Америки, в аргентинській провінції Санта-Крус і в чилійському регіоні Магальянес, а також на півночі острова Вогняна Земля. Liolaemus magellanicus є єдиним видом ящірок на цьому острові. Вони живуть на помірних низькотравних луках, де переважають Festuca і Mulinum, на висоті до 1100 м над рівнем моря. Живляться переважно комахами, а також рослинним матеріалом.